# Janów (powiat kielecki)
Janów – wieś w Polsce położona w województwie świętokrzyskim, w powiecie kieleckim, w gminie Piekoszów.
W latach 1975–1998 miejscowość należała administracyjnie do województwa kieleckiego.